# Tomáš Dzurej
Tomáš Dzurej (* 8. prosince 1940 Smižany) je bývalý slovenský fotbalista a trenér. Nastupoval ve středu pole a v útoku.

## Hráčská kariéra
Smižanský odchovanec nastupoval za místní A-mužstvo už v 17 letech a od roku 1962 hrál druhou ligu za Partizán Bardejov.
V československé lize hrál za Tatran Prešov, aniž by skóroval.
Za Prešov nastoupil v obou finálových utkáních Československého poháru proti Dukle Praha v sezoně 1965/66. Za druholigový Prešov odehrál obě utkání proti Bayernu Mnichov v Poháru vítězů pohárů v sezoně 1966/67.
Z Tatranu Prešov přestoupil do Spišské Nové Vsi (1967–1971), dále hrál za Rudňany (1972) a kariéru ukončil ve Smižanech.

### Prvoligová bilance
| Ročník          | Zápasy | Góly | Minuty | Klub             |
| --------------- | ------ | ---- | ------ | ---------------- |
| I. liga 1965/66 | 11     | 0    | 990    | TJ Tatran Prešov |
| CELKEM I. LIGA  | 11     | 0    | 990    |                  |

## Trenérská kariéra
Po skončení hráčské kariéry se stal trenérem. V letech 1972–1975 trénoval smižanský dorost, vedl také A-mužstvo.